# Arnos Grove
Arnos Grove is een wijk in het Londense bestuurlijke gebied Enfield, regio Groot-Londen.